# Étoile Sportive FC Malley
Die Étoile Sportive FC Malley ist ein Schweizer Fussballverein aus Malley, einem Quartier der Schweizer Stadt Lausanne. Der 1927 gegründete Verein spielt in der Gruppe 2  der 2. Liga regional. Von 1951 bis 1958 sowie von 1986 bis 1992 gehörte er der Nationalliga B an. Die Vereinsfarben sind Gelb und Schwarz.

## Stadion
Der Étoile Sportive FC Malley trägt seine Heimspiele regelmässig auf dem Hauptfeld des Centre sportif de la Tuilière aus. Zuvor spielte der Verein im Stade du Bois-Gentil. 